# Melkslang
De melkslang (Lampropeltis triangulum ook Lampropeltis doliata) is een niet-giftige slang uit de familie toornslangachtigen (Colubridae).

## Naam en indeling
De wetenschappelijke naam van de soort werd voor het eerst voorgesteld door Bernard Germain de Lacépède in 1789. Oorspronkelijk werd de wetenschappelijke naam Coluber triangulum gebruikt. De soortaanduiding triangulum  betekent vrij vertaald 'driehoekig' en slaat op de vorm van de vlek achter de kop.
Vroeger werden 25 verschillende ondersoorten erkend. Tegenwoordig wordt dit echter niet meer erkend en worden veel voormalige ondersoorten als vertegenwoordigers van andere koningsslangen gezien.

## Uiterlijke kenmerken
De slang bereikt een lichaamslengte van 61 tot 90 centimeter, met uitschieters tot meer dan 130 cm. De basiskleur is grijs tot geelbruin met brede, dun zwartomrande rode vlekachtige banden. De basiskleur is net zo breed als de rode banden. De slang kan een leeftijd bereiken van meer dan 20 jaar.

## Leefwijze
Hoewel vele gifslangen worden gemolken voor medicinale doeleinden, is het niet de verklaring van de naam; de melkslang wordt veel aangetroffen bij melkhuisjes op zoek naar prooien. De melkslang jaagt voornamelijk op knaagdieren en vogels maar voor een deel ook andere slangen. Zelfs giftige soorten worden gegeten want de slang is immuun voor vele giffen en wordt hierdoor soms ook wel koningsslang genoemd en als erg nuttig gezien. Zelf is deze soort niet giftig, ondanks de felle kleuren. Bij bedreiging verdedigen ze zich door een stinkende stof af te scheiden en te bijten.
Het legsel bestaat uit maximaal 18 eieren, dat wordt afgezet in nesten in holen, onder rotsen, in boomstronken of in rottende vegetatie.

## Voorkomen en habitat
De melkslang komt voor in delen van Noord-Amerika en leeft in Canada in de deelstaten Ontario en Quebec en in de Verenigde Staten. Hier komt de slang voor in de staten Illinois, Minnesota, Michigan, Iowa, Missouri, Tennessee, Arkansas, Louisiana, Mississippi, Alabama, Georgia, South Carolina, North Carolina, Virginia, West Virginia, Kentucky, Indiana, Illinois, Wisconsin, Ohio, Maryland, Pennsylvania, New Jersey, New York, Rhode Island, Connecticut, Massachusetts, New Hampshire, Vermont en Maine. In de literatuur wordt wel vermeld dat de soort ook in delen van Midden- en Zuid-Amerika voorkomt, maar dit betreft enkele voormalige ondersoorten die niet meer tot deze soort werden gerekend.
De habitat bestaat uit gematigde bossen, scrublands, graslanden, savannen en draslanden. De soort is aangetroffen van zeeniveau tot op een hoogte van ongeveer 2740 meter boven zeeniveau. Ook in door de mens aangepaste streken zoals landelijke tuinen kan de slang worden aangetroffen. De melkslang leidt ondanks de bonte kleuren een verborgen bestaan net onder de grond, meestal onder natuurlijke houtstapels of bladeren waar hij op prooidieren loert. Vijanden van deze slang zijn roofvogels en rovende zoogdieren.

## Beschermingsstatus
Door de internationale natuurbeschermingsorganisatie IUCN is de beschermingsstatus 'veilig' toegewezen (Least Concern of LC).